# 伍德鎮區 (印地安納州克拉克縣)
伍德鎮區（英語：Wood Township）是位於美國印地安納州克拉克縣的一個行政鎮區。

## 地方資料
根據2010年美國人口普查的數據，伍德鎮區的面積為100.90平方千米，當中陸地面積為100.60平方千米，而水域面積為0.30平方千米。當地共有人口2,747人，而人口密度為每平方千米27.22人。